# محمد قاضی
محمّد قاضی (۱۲ مرداد ۱۲۹۲ – درگذشتهٔ ۲۴ دی ۱۳۷۶) مترجم و نویسنده ایرانی، و مترجم آثاری چون دن کیشوت و زوربای یونانی و شازده کوچولو به زبان فارسی است.

## زندگی
محمد قاضی، فرزند میرزا عبدالخالق قاضی در ۱۲ مرداد ۱۲۹۲ در شهر مهاباد به دنیا آمد. وی در کتاب سرگذشت خود به نام خاطرات یک مترجم می‌نویسد: 
«پدر من ابتدا یک فرزند به نام محمد داشت که فوت کرد، سپس یک دختر داشت، آن هم فوت کرد، خداوند پسر دیگری به پدر و مادرم داد و به دلیل اینکه پدرم به نام محمد علاقه داشت نام این کودک را نیز محمد گذاشت، اما این محمد ثانی هم بعد از مدتی فوت کرد. اما پدرم دست از تلاش برنداشت و دوباره صاحب فرزند پسر دیگری شد و نام وی را نیز محمد گذاشت. این محمد ثالث من هستم و خدا رحم کرد که شهید ثالث نشدم.»
میرزا عبدالخالق امام جمعه مهاباد بود. محمد قاضی آموختن زبان فرانسه را در مهاباد نزد ادیب کُرد «گیو مکریانی» آغاز کرد.
قاضی در سال ۱۳۰۸ با کمک عموی خود میرزا جواد قاضی که از آلمان دیپلم حقوق گرفته بود و در وزارت دادگستری کار می‌کرد، به تهران آمد و در سال ۱۳۱۵ از دارالفنون در رشته ادبی دیپلم گرفت. در سال ۱۳۱۸ دورهٔ دانشکده حقوق دانشگاه تهران را در رشتهٔ قضایی به پایان برد. او در طول این دوران همیشه جزو بهترین شاگردان زبان فرانسه بود. از سال ۱۳۱۸ تا ۱۳۲۰ دورهٔ خدمت نظام را با درجهٔ ستوان دومی در دادرسی ارتش گذراند.
محمد قاضی در مهر ۱۳۲۰ به استخدام وزارت دارایی درآمد. در سال ۱۳۵۵ از خدمت دولتی بازنشسته شد. وی از اعضای حزب توده ایران بود، و به عقاید خویش وفادار ماند.
از ابتدای دههٔ ۱۳۲۰ با ترجمهٔ اثری کوچک از ویکتور هوگو به نام «کلود ولگرد»، نخستین قدم را در راه ترجمه برداشت و پس از آن ۱۰ سال ترجمه را کنار گذاشت.
در سال ۱۳۲۹ پس از صرف یک سال‌و نیم وقت برای ترجمهٔ جزیره پنگوئن‌ها اثر آناتول فرانس، به‌زحمت توانست ناشری برای این کتاب پیدا کند، اما سه سال بعد که این اثر انتشار یافت، به دلیل شیوایی و روانی و موضوع متفاوت کتاب، آناتول فرانس از ردیف نویسندگان بی‌بازاری که کتابشان در انبار کتاب‌فروشانِ ایران خاک می‌خورد به درآمد. در این باره نجف دریابندری در روزنامه اطلاعات مطلبی با عنوان «مترجمی که آناتول فرانس را نجات داد» نوشت. در سال ۱۳۳۳ کتاب شازده کوچولو نوشتهٔ سنت اگزوپری را ترجمه کرد که بارها تجدید چاپ شد. محمد قاضی با ترجمهٔ دورهٔ کامل دن کیشوت اثر سروانتس در سال‌های ۱۳۳۶ تا ۱۳۳۷ جایزهٔ بهترین ترجمهٔ سال را از دانشگاه تهران دریافت کرد.
محمد قاضی پس از بازنشستگی به فعالیت در کانون پرورش فکری کودکان و نوجوانان پرداخت که حاصل این دوره ترجمهٔ کتاب‌های «باخانمان» از هکتور مالو، ماجراجوی جوان از ژاک ژروند و زوربای یونانی از نیکوس کازانتزاکیس است.
محمد قاضی در ۱۳۵۴ به بیماری سرطان حنجره دچار شد و هنگامی که برای معالجه به آلمان رفت، بیماری تارهای صوتی و نای او را گرفته بود و پس از جراحی، به‌علت از دست دادن تارهای صوتی، دیگر نمی‌توانست سخن بگوید و از دستگاهی استفاده می‌کرد که صدایی ویژه تولید می‌کرد. با این حال کار ترجمه را ادامه داد، و ترجمه‌های جدیدی از او تا آخرین سال حیاتش انتشار می‌یافت. وی ۵۰ سال ترجمه کرد و نوشت و نتیجه تلاش او ۶۸ اثر اعم از ترجمه ادبی و آثار خود او به زبان فارسی است.
از آثار مهم ترجمه‌شده توسط او می‌توان به دن کیشوت اثر سروانتس، نان و شراب اثر اینیاتسیو سیلونه، آزادی یا مرگ، و در زیر یوغ نام برد. وی از زبان فرانسوی به فارسی ترجمه می‌کرد. همچنین چند اثر را از کردی به فارسی برگرداند.
او در مقدمه کتاب‌هایش بسیار تحلیل‌های عالی و عقاید جالبی را گنجانده که کتاب‌های مورد ترجمه او را بسیار جذاب‌تر می‌کند. او در مقدمه کتاب زوربای یونانی، خود را «زوربای ایرانی» نامیده‌است. خودش می‌گوید: «من زوربای ایرانی هستم.»
محمد قاضی در سحرگاه چهارشنبه ۲۴ دی ۱۳۷۶ در سن ۸۴ سالگی در تهران درگذشت. همسر وی، «ایران» پیش از او درگذشته بود. محمد قاضی در مهاباد به خاک سپرده شد.
در فروردین ۱۳۸۶ خورشیدی در کوی دانشگاه مهاباد از مجسمه محمد قاضی به بالای چهار متر ساختهٔ هادی ضیاءالدّینی پرده‌برداری شد.

## دربارهٔ قاضی
- محمدرضا شفیعی کدکنی در هشتاد و یکمین زادروز قاضی او را نویسنده، شاعر و ادیب بزرگ زمانه خواند و با ابراز ارادت به پیشگاه آن استاد، این شعر را پیشکش او کرد:

قاضیا! نادره مردا! و بزرگا! رادا!
سال هشتاد و یکم بر تو مبارک بادا!
شادی مردم ایران چو بود شادی تو
بو که بینم همه ایام به کامت شادا
پیر دیری چو تو، در دهر نبینم امروز
از در بلخ گزین تا به خط بغدادا
شمع کُردانی و کُردان دل ایرانشهرند
ای تو شمع دل ما، پرتوت افزون بادا
خان زند، آن که چنو مادر ایران کم زاد
رستم کُرد بُد اما نه که فرخزادا
اصل «کُرمانجی» و «گورانی» و «زازا» خود چیست؟
حرف شیرین که سخن سر کُنَد از فرهادا
عمری ای دوست به فرهنگ وطن جان بخشید
قلمت صاعقهٔ هر بد و هر بیدادا
همچنین شاد و هُشیوار و سخن پیشه بزی
نیز هشتاد دگر بر سر این هشتادا
- عمران صلاحی در سوگ محمد قاضی سرود.

بی‌حنجره
صدای خموشت رساتر است
بی‌پنجره
فضای زمین خوش نماتر است
فریاد بی‌صدای تو از هر صدا
با گوش‌های بسته من آشناتر است
مکث تو از تمام صداها صداتر است
سنگین نشسته برف
بر بام
اما درون خانه
از آسمان و باغ خدا دلگشاتر است
از خندهٔ ستاره و گل با صفاتر است
با تارهای صوتی
بانگ تو نارسا بود
اینک صدای تو در باد
از گیسوان دلبر جانان رهاتر است.

## بوستان محمد قاضی در تهران
در ۲۷ مرداد سال ۱۳۹۴، انجمن صنفی مترجمان ایران توانست که به پاس قدردانی از پنجاه سال تلاش بی‌وقفهٔ قاضی در برگرداندن ارزشمندترین آثار ادبی و داستانیِ ادبیات فرانسه به زبان فارسی، پس از یک سال و نیم تلاش و پیگیری، موافقت شورای شهر تهران را برای تغییر نام نزدیک‌ترین بوستان به محل زندگی محمد قاضی در تهران را جلب کند و به این ترتیب، نام «بوستان سهیل» (واقع در سه‌راه خیابان میرزاپور یا سهیل و خیابان کیکاووس در کوی قیطریه) به «بوستان محمد قاضی» تغییر نام یافت.

## نوشته ها در مورد محمد قاضی
- حنجرهٔ ترجمه (گردآوری و تدوین مجموعه مقالات در مورد محمد قاضی)، صلاح پایانیانی، مهاباد، سرای هیمن، ١٣٩٤.

- محمد قاضی و رسالت مترجم (مجموعه مقالات در مورد قاضی)، عرفان قانعی فرد، انتشارات نقش و نگار، ١٣٧٩.
- محمد قاضی کیست و چه کرد؟ سید علی صالحی، نشر ققنوس، تهران، ١٣٦٨.